# Trichoschoenus bosseri
Trichoschoenus bosseri là loài thực vật có hoa trong họ Cói. Loài này được J.Raynal miêu tả khoa học đầu tiên năm 1968.